# Nemipterus marginatus
Nemipterus marginatus — вид окунеподібних риб родини ниткоперих (Nemipteridae).

## Поширення
Цей вид поширений у західній частині Тихого океану від Андаманського моря, Малаккської протоки до південної Суматри та Яви, Філіппін, північної Австралії (Арафурське море, Північна територія) та Папуанської затоки на Соломонові острови. Він також виявлений в провінції Гуансі на півдні Китаю. Трапляється на глибині від 12 до 70 м.

## Опис
Тіло довге, сплюснуте з боків. Стандартна довжина становить 3,1-3,6 висоти тіла. Довжина морди трохи більше діаметра ока. Розмір тіла 130–150 мм. Збоку тулуб має великі жовті смуги, перша смуга йде знизу від початку бічної лінії до верхньої частини стебла хвоста, друга смуга йде над основою грудного плавника до нижньої частини хвоста. хвостовий плодоніжка. Під початковою точкою бічної лінії є червона позначка. Спинний плавець білий, край плавника жовтий, уздовж плавника проходять 3 жовті смуги.
Верхня щелепа має 3-5 пар малих іклів, в передній частині щелепи. Зябрових граблів 11-15 шт. Грудні плавці довгі, приблизно в 0,9-1,3 рази перевищують довжину голови. Черевний плавець довгий, в 0,9-1,3 рази перевищує довжину голови, заходить за початок анального плавця. Хвостовий плавець глибоко лопатевий, верхня частка хвостового плавця має подовжену нитку. Спина кольору душі, живіт сріблясто-білий. Голова має 2 жовті смуги знизу носа до очей і приблизно від середини верхньої щелепи до очей. Хвостовий плавець рожевий, середня частина хвоста жовта. Анальний плавець має 2 жовті смуги, що проходять уздовж тіла.